# Rhyacotriton
Rhyacotriton là một chi động vật lưỡng cư trong họ Rhyacotritonidae, thuộc bộ Caudata. Chi này có 4 loài và 25% bị đe dọa hoặc tuyệt chủng.

## Danh sách loài
- Rhyacotriton cascadae Good & Wake, 1992
- Rhyacotriton kezeri Good & Wake, 1992
- Rhyacotriton olympicus (Gaige, 1917)
- Rhyacotriton variegatus Stebbins & Lowe, 1951